# گروبس آرکانزاس
گروبس آرکانزاس (به انگلیسی: Grubbs) یک شهر در ایالات متحده آمریکا است که در شهرستان جکسون، آرکانزاس واقع شده‌است. گروبس آرکانزاس ۱٫۴۷ کیلومتر مربع مساحت و ۳۸۶ نفر جمعیت دارد و ۷۰ متر بالاتر از سطح دریا واقع شده‌است.